# Willard (Nouveau-Mexique)
Pour les articles homonymes, voir Willard.
Willard est un village de l'État américain du Nouveau-Mexique, situé dans le Comté de Torrance. Selon le recensement de 2010, sa population est de 253 habitants.